# Pentagone 81 (schip, 1969)
De Pentagone 81 was een afzinkbaar en halfafzinkbaar boorplatform gebouwd door Compagnie Française d’Entreprises Métalliques in 1969 voor Forex-Neptune. Dit was de eerste uit de Pentagone-serie die de naam ontleende aan de vijf kolommen. De afstand tussen elkaar niet opvolgende kolommen was 81 meter, wat de naam verklaarde. De bouwnaam was Pentagone 81, maar het kwam in de vaart als Neptune 7.
Het ontwerp is van Institut Français du Pétrole dat hiertoe in 1963 opdracht kreeg van Neptune. In 1964-65 werd deze overgenomen door Schlumberger en samengevoegd met Languedocienne-Forenco en Forex tot Forex-Neptune.
Volgens het afzinkbare concept werd het platform naar locatie gesleept, waar het vervolgens geballast werd tot het met de pontons op de zeebodem rustte. Dit concept werkte tot een waterdiepte van 95 voet of 29 meter. Bij dieper water werd het halfafzinkbare concept gebruikt.
De Pentagone 81 begon in de Golf van Biskaje voor Shell en ging daarna naar de Noordzee, waar het in 1971 het Frigg-veld ontdekte.
In 1984 werd het voor Petrobras ingezet als halfafzinkbaar productieplatform in het Campos-bekken in het Parati-veld.
Crest Petroleum nam het schip over via dochteronderneming Sasaran Perdana als Pan Producer en lieten het bij Newpark Shipbuilding-Pelican Island verbouwen om als Teknik Hidayat aan het werk te gaan, maar bleken niet in staat de kosten te dragen.
Viking Drilling nam het platform over in 2006 als Viking Producer, maar ging in 2009 failliet door de hoge kosten die gemaakt moesten worden om het platform weer in de vaart te krijgen voor boorwerkzaamheden. Uiteindelijk werd het platform gesloopt.

## Pentagone-serie
In 1970 werd het ontwerp verbeterd, waarna nog tien platforms werden gebouwd van dit type. De Alexander L. Kielland kapseisde nadat een van de kolommen af was gescheurd. Dit resulteerde onder meer in verhoogde sterkte-eisen.
| Naam                  | Werf                    | Jaar            | IMO-nummer |
| --------------------- | ----------------------- | --------------- | ---------- |
| Pentagone 81          | CFEM                    | juli 1969       | 7045827    |
| Pentagone 82          | Marathon LeTourneau, 58 | 25 oktober 1973 | 7367457    |
| Pentagone 83          | CFEM                    | 1973            | 7347706    |
| Pentagone 84          | Rauma-Repola, RR-1      | oktober 1974    | 7347419    |
| Pentagone 85          | Rauma-Repola, RR-2      | januari 1975    | 7347421    |
| Pentagone 86          | Rauma-Repola, RR-7      | maart 1977      | 7347433    |
| Pentagone 87          | CFEM                    | 1974            | 7347988    |
| Henrik Ibsen          | CFEM                    | 1976            | 8754126    |
| Alexander L. Kielland | CFEM                    | 1976            | 8767173    |
| Pentagone 90          | CFEM                    | 1976            | 7417616    |
| Pentagone 91          | CFEM                    | 1977            | 7942037    |